# Top Karens Hus
Top Karens Hus eller Tophuset er et traktørsted, der ligger ved hovedindgangen til Rebild Bakker. Huset fungerede som traktørsted i starten af det 20. århundrede til Top Karens død i 1929 (hun blev 86 år gammel). Rebildselskabet ejer nu huset, og Top Karens slægtninge har restaureret huset, så det igen fungerer som traktørsted. 
Huset blev opført af Karen Marie Nielsen (Top Karen) og hendes mand Jens Andersen (Top Jens) først i 1890-erne; jorden havde de fået af Rebild-bøndernes fællesjord.:117 Det lille hus rummede oprindeligt beboelse i den ene ende og stald i den anden.:118 Da området efter den første Rebild-fest i området i 1912 blev et yndet udflugtsmål, øjnede Top Karen muligheder og fik bevilling til at drive konditori.:121 Tilnavnet Top havde de fra Karens far, som gik under navnet Niels Top.:127